# دومین نبرد دهانه رود کیزو
نبردهای کیزوگاواگوچی (به ژاپنی: 木津川口の戦い Kizugawaguchi no Tatakai) نام دو نبرد اودا نوبوناگا در ارتباط با نبرد معبد ایشی‌یاما هونگان بود که دو طرف درگیر در اوساکا با یکدیگر روبرو شدند. معبد ایشی‌یاما هونگان قلعه متعلق به ایکو-ایکی بود. ایکو-ایکی گروهی از راهبان جنگجو، کاهنان، و کشاورزان مخالف حکومت اودا بودند. این معبد از اوت ۱۵۷۰ به محاصره نیروهای نوبوناگا درآمده بود.

## نخستین نبرد کیزوگاواگوچی
اودا نوبوناگا به یکی از دریاسالاران خود، کوکی یوشیتاکا دستور داد که به ناوگان متحدان ایکو-ایکی، که در پی ارسال آذوقه به قلعه و شکستن محاصره معبد ایشی‌یاما هونگان بودند از طریق دریا حمله کند. بسیاری از خاندان‌های حاکم ولایت‌های همجوار نیز مخالف نوبوناگا بودند، رهبر خاندان‌های مخالف خاندان موری بود. نیروی دریایی این خاندان در طی محاصره معبد توسط سپاه نوبوناگا به این معبد از راه دریا غذا و سلاح می‌رساند. همین امر موجب جنگ و درگیری مابین نیروی دریایی خاندان موری و نوبوناگا شد که منجر به شکست نوبوناگا در اولین نبرد شد.

## دومین نبرد
دو سال بعد، معبد هنوز تحت محاصره بود، و ناوگان اودا، بار دیگر تحت فرمان کوکی یوشیتاکا، تلاش دیگری برای شکست خاندان موری انجام داد. یوشیتاکا با شش کشتی بسیار بزرگ از نوع آتاکه‌بونه و به نام تکو سن به معنای تحت‌اللفظی «کشتی آهنی» حمله را آغاز کرد.
بر طبق برخی از گزارش‌ها، اعتقاد بر این است که این شش کشتی اولین آیرونکلاد (کشتی آهنی) ساخته شده در جهان بودند و تیر تفنگ‌ها و سلاح‌های گرم نمی‌توانست به آنها نفوذ کنند. با این حال، به جای آیرونکلاد واقعی، که عمدتاً یا به‌طور کامل از فلز ساخته شده بودند، این کشتی‌ها احتمالاً به سادگی با ورقه ای از آهن پوشانده شده بودند. در طی این نبرد چندین کشتی دریایی از سپاه خاندان موری سوخته و غرق شدند و ناوگان اودا در نهایت پیروزی را به دست آورد. راه دریایی که برای معبد هونگان آذوقه و سلاح می‌رساند بسته شد و این معبد به زودی پس از آن سقوط کرد.